# Pseudonautia placita
Pseudonautia placita är en insektsart som beskrevs av Marius Descamps 1983. Pseudonautia placita ingår i släktet Pseudonautia och familjen Romaleidae. Inga underarter finns listade i Catalogue of Life.